# Waleri Konstantinowitsch Wolossjuk

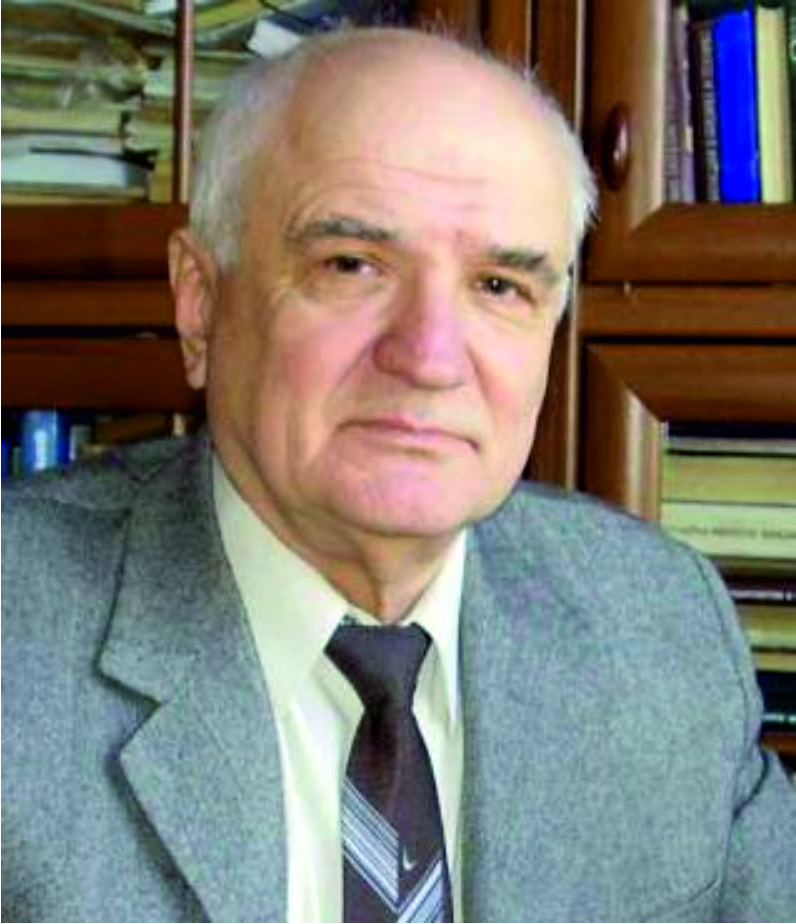
Waleri Konstantinowitsch Wolossjuk

Waleri Konstantinowitsch Wolossjuk (geboren am 29. Mai 1943 in Toptschicha, Region Altai) ist ein russischer Professor am Lehrstuhl für radioelektronische Systeme in Luft- und Raumfahrt an der Nationalen Mykola-Schukowskyj-Universität für Luft- und Raumfahrt. Er ist Spezialist für Entscheidungstheorie, statistische Theorie funktechnischer Systeme, Funkortung, digitale Signalverarbeitung und Radiophysik.

## Biografie
Waleri Konstantinowitsch Wolossjuk kam am 29. Mai 1943 in der Region Altai, Dorf Toptschicha, auf die Welt, sein Vater wurde am 28. Juli 1944 an der Front getötet. Seine Kindheit und Jugend verbrachte er in der Stadt Krasny Liman, Gebiet Donezk.
1960 wurde er am Luftfahrtinstitut Charkiw, an der Fakultät für Elektro- und Funktechnik, immatrikuliert. Nach seinem Abschluss 1966 wurde er als Assistent am Lehrstuhl für Sendeempfänger eingesetzt.
Im Dezember 1969 wurde er in das Aufbaustudium aufgenommen.
Von Dezember 1972 bis Oktober 1977 arbeitete er als Nachwuchswissenschaftler, Assistent und Oberlehrkraft. Im Jahr 1973 promovierte er. Von Oktober 1977 bis September 1997 war er als Dozent am Lehrstuhl für Sende- und Empfangsgeräte tätig.
Im Jahr 1996 habilitierte er.
Von Juli 1997 bis heute ist er Professor am Lehrstuhl für radioelektronische Systeme in Luft- und Raumfahrt.

## Forschungsschwerpunkte
Waleri Konstantinowitsch Wolossjuk ist Spezialist für die statistische Theorie der Fernerkundung und Funkortung.
Seine wissenschaftlichen Interessen umfassen ein breites Spektrum moderner Probleme im Zusammenhang mit der Radarkartierung der Erdoberfläche, radiophysikalischen Messungen elektrophysikalischer Parameter und statistischer Charakteristika natürlicher Umgebungen, der Messung von Parametern der Erdbedeckung aus den Daten ihrer eigenen radiothermischen Emissionsregistrierung, der Verbesserung der Genauigkeit und Effizienz der Raum-Zeit-Signalverarbeitung von Flugzeugen und Raketen-Raumfahrt-Systemen mit synthetischer Apertur.
Er ist der Gründer der wissenschaftlichen Schule „Optimierung der räumlichen und zeitlichen Signalverarbeitung in aktiven, passiven und komplexen aktiv-passiven Radar- und Fernerkundungssystemen“.
Zu den wichtigsten wissenschaftlichen Errungenschaften gehören die Folgenden:
- Er entwickelte die Theorie und führte eine Reihe neuer Definitionen zur Lösung von Problemen der raum-zeitlichen Verarbeitung von Ultrabreitbandfeldern in Funkortungs-, Fernerkundungs- und Radioastronomie-Systemen ein.
- Er erzielte signifikante Ergebnisse bei der Integration von aktiven und passiven Funksystemen.
- Er schlug neue mathematische V-Transformationen zur Analyse von ultra-breitbandigen räumlich-zeitlichen Signalen und Feldern und zur statistischen Synthese entsprechender funktechnischer Systeme vor.
- Er entwickelte eine modifizierte statistische Methode der Apertursynthese für die Oberflächenabbildung von Luft- und Raumfahrtmedien.
- Er bewies eine Reihe neuer Theoreme, die die Wiener-Khinchin- und van Cittert-Zernike-Theoreme verallgemeinern und auf die Untersuchung und Verarbeitung von Ultrabreitband-Raumzeitsignalen und -feldern anwendbar sind.

Waleri Konstantinowitsch Wolossjuk ist Autor und Mitautor von mehr als 400 Publikationen und 2 Monographien.

## Schriften
- mit V. F. Kravchenko: Statistische Theorie der funktechnischen Systeme der Fernerkundung und Funkortung. Fizmatlit, Moskau 2008
- mit Basarab M. A., Goryachkin O. V., Zelensky A.A., Kravchenko V.F., Ksendzuk A.V., Kutuza B.G., Lukin V. V., Totsky A. V., Yakovlev V. P.: Digitale Signal- und Bildverarbeitung in radiophysikalischen Anwendungen. Fizmatlit, Moskau 2007
- Transformation of fields and their correlation functions into spectral characteristics of extended sources of wideband radiation. in: Radioelectronics and communications systems. Allerton Press. New York, Vol. 36, №6, 1993, S. 17–19
- Mathematischer Apparat für spektrale Transformationen von breitbandigen radiothermischen Strahlungsfeldern, deren Korrelationsfunktionen und komplexe gegenseitige Kohärenzfunktionen.